# Jimmy Zámbó

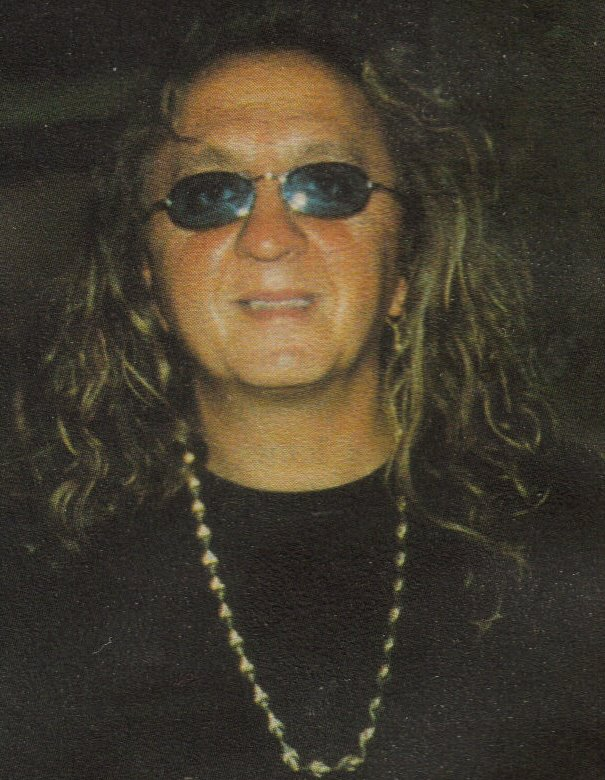
Jimmy Zámbó

Jimmy Zámbó (* 20. Januar 1958; † 2. Januar 2001; eigentlich Imre Zámbó) war ein ungarischer Popsänger. Seine Fans nannten ihn den „König“ und „Vier-Oktaven-Jimmy“.

## Karriere
Zámbó startete seine Karriere im ungarischen Kinder-Radio-Chor. In der frühen 90er-Jahren schaffte er den Durchbruch, als er zum Sänger des Jahres 1993 in Ungarn gewählt wurde. Sein Album Karácsony Jimmyvel wurde im Jahr 2000 eines der bestverkaufenden Alben Ungarns. Im März desselben Jahres bekam er seine eigene Sendung bei dem Sender RTL Klub.

## Tod
Zámbó brachte sich am frühen Morgen des 2. Januar 2001 durch einen versehentlichen Schuss in den Kopf selbst um. Seine extreme Popularität sowie der ungewöhnliche Umstand seines Todes lieferten den ungarischen Boulevardblättern Stoff für eine monatelange, tägliche Berichterstattung über ihn und seine Familie.
Nach seinem Tod erreichte er einen Rekord, den nie zuvor ein Musiker erreicht hatte. Er belegte nach Angaben der MAHASZ, des ungarischen Verbandes der Schallplattenherausgeber, in der fünften Chartwoche des Jahres 2001 mit den 13 Langspielplatten, die er während seiner Karriere veröffentlicht hatte, die ersten 13 Plätze der nationalen LP Charts.

## Diskografie

### Alben
- 1991: Csak egy vallomás (Nur ein Geständnis) (HU: Gold)[3]
- 1991: Jimmy II.
- 1992: Számíthatsz rám (Du kannst auf mich zählen)
- 1994: Jimmy IV.
- 1994: Jimmy’s Roussos
- 1995: Szeress, hogy szerethessenek (Liebe, damit man dich lieben kann)
- 1996: Mit akarsz a boldogságtól? (Was willst du von der Glückseligkeit?)
- 1997: Zámbó Jimmy Best of I.
- 1997: Zámbó Jimmy Best of II.
- 1998: Fogadj örökbe (Nimm mich für immer auf)
- 1999: Dalban mondom el (Ich sage es im Lied) (HU: ×2Doppelplatin )
- 2000: Karácsony Jimmyvel (Weihnachten mit Jimmy) (HU: Platin)

Posthum
- 2001: Zámbó Jimmy 1958–2001 (HU: Platin)
- 2001: Best Of 2 (HU: Gold)
- 2001: Volt egyszer 4 oktáv (Es gab einmal 4 Oktaven)
- 2001: Csak a jók mennek el (Nur die Guten gehen weg)
- 2001: Karácsony Jimmy nélkül (Weihnachten ohne Jimmy) (HU: Gold)
- 2001: Valahol bús dal szól (Irgendwo ertönt ein trauriges Lied) (Maxi)
- 2002: Mindörökké Jimmy (Videoalbum) (Jimmy für immer)
- 2003: Emlékalbum (Gedenkalbum) (HU: Gold)
- 2004: Szeptember volt (Es war September)
- 2005: Requiem
- 2006: Jimmyx (Mix) (HU: Gold)
- 2006: In Memoriam Zámbó Jimmy – A király utolsó koncertje (Videoalbum) (In Memoriam Jimmy Zámbó – Das letzte Konzert des Königs)
- 2008: Királyi duettek (Königliche Duette)
- 2010: Zámbó Jimmy királysága 1991–2001 (Jimmy Zámbós Königreich)